# George Pușcaș
George Alexandru Pușcaș (* 8. April 1996 in Marghita) ist ein rumänischer Fußballspieler, der beim CFC Genua unter Vertrag steht und aktuell an die SSC Bari ausgeliehen ist.

## Karriere

### Verein
Pușcaș begann 2008 in Rumänien bei CF Liberty Oradea mit dem Fußballspielen. Zur Saison 2012/13 wechselte er auf Leihbasis zum Zweitligisten FC Bihor Oradea. Dort debütierte er mit 16 Jahren im Herrenbereich und kam auf 13 Zweitligaeinsätze, in denen er 2 Tore erzielte.
Zur Saison 2013/14 wechselte Pușcaș zunächst auf Leihbasis in die Jugend von Inter Mailand. Neben Einsätzen in der A-Jugend (U19) saß er unter dem Cheftrainer Walter Mazzarri im November und Dezember 2013 bei 5 Serie-A-Spielen auf der Ersatzbank, ohne eingewechselt zu werden. Auch in der Saison 2014/15, vor der Inter Mailand auch die Transferrechte an ihm erwarb, stand Pușcaș hauptsächlich im Kader der U19. Ende Januar 2015 debütierte er unter Roberto Mancini in der Profimannschaft, als er bei einem 2:0-Sieg gegen Sampdoria Genua in der Coppa Italia kurz vor dem Spielende eingewechselt wurde. Unter Mancini kam Pușcaș bis zum Saisonende auf 4 Einsätze (einmal von Beginn) in der Serie A und zu einer Einwechslung in der Europa League.
Anfang August 2015 wechselte Pușcaș bis zum Ende der Saison 2015/16 auf Leihbasis zum Zweitligisten FC Bari. Dort kam Pușcaș auf 16 Einsätze (9-mal von Beginn) in der Serie B, in denen er 4 Tore erzielte. Zudem kam er einmal in den Aufstiegs-play-offs zum Einsatz und erzielte ein Tor. Dort scheiterte der FC Bari allerdings an Novara Calcio.
Zur Saison 2016/17 wechselte Pușcaș innerhalb der Serie B für ein Jahr auf Leihbasis zu Benevento Calcio. In Benevento kam er 17-mal (6-mal von Beginn) in der Liga zum Einsatz und erzielte 4 Tore. In den anschließenden Play-offs um den Aufstieg erzielte Pușcaș in 4 Spielen (alle von Beginn) 3 Tore und hatte somit einen großen Anteil am Aufstieg in die Serie A. Zur Saison 2017/18 wurde die Leihe um ein Jahr verlängert. Auch in seiner zweiten Saison in Benevento konnte sich Pușcaș nicht als Stammspieler durchsetzen. Er kam bis Ende Januar auf 11 Serie-A-Einsätze (7-mal von Beginn), in denen er ein Tor erzielte.
Ende Januar 2018 wurde die Leihe bei Benevento Calcio vorzeitig aufgelöst und Pușcaș wechselte auf Leihbasis zum Zweitligisten Novara Calcio. Bis zum Ende der Saison 2017/18 kam er in 19 Ligaspielen (18-mal von Beginn) zum Einsatz und erzielte 9 Tore.
Zur Saison 2018/19 wechselte Pușcaș innerhalb der Serie B zur US Palermo, bei der er einen Vertrag mit einer Laufzeit bis zum 30. Juni 2022 erhielt. Dort kam er in 33 Ligaspielen (17-mal von Beginn) zum Einsatz und erzielte 9 Tore. Die US Palermo belegte sportlich zwar den 3. Platz, wurde aber vom italienischen Fußballverband unter anderem wegen Bilanzfälschungen zu einem Zwangsabstieg in die Serie C verurteilt. Nachdem der Verein gegen das Urteil vorgegangen war, wurde die Strafe erhöht, womit der Verein in die Serie D zwangsabsteigen musste.
Zur Sommervorbereitung 2019 kehrte Pușcaș zunächst zu Inter Mailand zurück und kam in Testspielen zum Einsatz. Anfang August wechselte er zum englischen Zweitligisten FC Reading, bei dem er einen Vertrag mit einer Laufzeit bis zum 30. Juni 2024 erhielt. In der Saison 2019/20 kam Pușcaș zu 38 Ligaeinsätzen (30-mal von Beginn), in denen er 12 Tore erzielte.

### Nationalmannschaft
Pușcaș spielte zunächst in der rumänischen U17- und U19-Nationalmannschaft, ehe er ab August 2014 in der U21-Auswahl spielte. Mit dieser nahm er an der U21-Europameisterschaft 2019 in Italien und San Marino teil, bei der er in 4 Spielen 4 Tore erzielte, womit er hinter Luca Waldschmidt zweitbester Torschütze wurde. Rumänien scheiterte im Halbfinale, in dem Pușcaș einen Doppelpack erzielte, mit 2:4 an der deutschen Auswahl. Für seine Leistungen wurde er in die Mannschaft des Turniers gewählt. Insgesamt kam Pușcaș für die U21 in knapp 5 Jahren in 25 Spielen zum Einsatz, in denen er 18 Tore erzielte.
Im November 2014 saß Pușcaș bei einem Test- und einem EM-Qualifikationsspiel der A-Nationalmannschaft auf der Bank, ohne eingewechselt zu werden. Sein Debüt in der A-Nationalmannschaft gab er am 31. Mai 2018, als er bei einem 3:2-Testspielsieg gegen Chile in der Schlussphase eingewechselt wurde.

## Erfolge
Im Verein
- Aufstieg in die Serie A: 2017 (mit Benevento Calcio)

Persönliche Auszeichnungen
- Mitglied der Mannschaft des Turniers der U21-Europameisterschaft 2019